# UD-4L Cheyenne
L'UD-4L Cheyenne est un aéronef fictif qui apparait dans le film Aliens, le retour réalisé en 1986 par James Cameron. 
Initialement, Syd Mead et Ron Cobb furent sollicités pour créer le "dropship" envisagé par James Cameron. Non satisfait de leurs concepts, James Cameron construisit une maquette en mousse et en plastique qui fut par la suite perfectionnée par Ron Cobb.   